# Registre canadien des armes à feu
Le registre canadien des armes à feu, créé en 1995 et aboli en 2012, est une base de données tenue à jour par le gouvernement du Canada et servant à noter diverses informations relatives aux armes à feu en circulation au Canada. Ce registre devait faciliter certaines recherches dans le cas des homicides. Le registre faisait partie du Programme canadien des armes à feu. Originellement, ce programme forçait l'enregistrement de toutes les armes à feu, mais, depuis avril 2012, les armes non restreintes n'ont plus besoin d'être enregistrées.
Des survivantes de la tuerie de l'École polytechnique de Montréal ont milité pour la création de ce registre et ont poursuivi après l'abolition du registre en 2012 leur réclamation de préserver la portion québécoise du registre. Le 10 avril 2015, la Cour suprême du Canada a tranché la question en autorisant le gouvernement fédéral à procéder à sa destruction.
Toute personne voulant obtenir une arme à feu au Canada doit d'abord obtenir un permis de possession d'armes à feu. Le permis implique des frais de 60 $ pour un permis sans restriction et 80 $ pour un permis avec restriction. Le permis est renouvelable aux 5 ans. La date d'expiration est déterminée par l'anniversaire du détenteur du permis après l'expiration du premier permis. 
Après un changement de gouvernement en 2006, les Conservateurs ont annoncé une amnistie au bénéfice des propriétaires de fusils et fusils de chasse qui feraient face aux poursuites pour avoir omis d'enregistrer leurs armes à feu, assortie d'une amnistie prolongée qui devait se terminer le 16 mai 2011. Depuis son introduction durant les années 1990 jusqu'à présent, le registre a causé beaucoup de controverses sur la scène politique canadienne.

## Historique
Le programme a été introduit par le gouvernement libéral de Jean Chrétien et implanté par les ministres de la Justice Allan Rock et Anne McLellan. Le registre exigeait l'enregistrement de toutes les armes à feu utilisables au Canada, dans un effort pour réduire le crime en rendant traçables toutes les armes à feu. 
Ce registre fut officiellement créé en 1995. Dès sa naissance, il fut décrié pour plusieurs raisons :
- Il ne pouvait atteindre l'un de ses buts : suivre la circulation des armes à feu illégales ;
- Il se butait à la résistance des propriétaires d'armes à feu, car ils devaient déjà enregistrer leurs armes à feu à autorisation restreinte (armes de poing, et toute nouvelle arme achetée) ;
- Il fallait enregistrer toutes les armes en circulation au Canada et maintenir le registre à jour, une tâche énorme et coûteuse ;
- Tout propriétaire qui omettait d'enregistrer son arme était passible de dix ans de prison et de trois ans s'il oubliait d'informer le contrôleur des armes à feu de ses changements d'adresses[2] ;
- Depuis l'abolition et la destruction du registre, en 2012 (et 2015 pour le Québec), l'enregistrement des armes d'épaule n'est plus soumise à la loi et leur possession est redevenue moins contraignante.

### Article 92 du Code criminel canadien
Possession non autorisée d’une arme à feu — infraction délibérée
 92.  	 	(1) Sous réserve des paragraphes (4) et (5), commet une infraction quiconque a en sa possession une arme à feu sachant qu’il n’est pas titulaire d’un permis qui l’y autorise et du certificat d’enregistrement de cette arme.
Possession non autorisée d’autres armes — infraction délibérée
(2) Sous réserve du paragraphe (4), commet une infraction quiconque a en sa possession une arme prohibée, une arme à autorisation restreinte, un dispositif prohibé — autre qu’une réplique — ou des munitions prohibées sachant qu’il n’est pas titulaire d’un permis qui l’y autorise. Peine
(3) Quiconque commet l’infraction prévue au paragraphe (1) ou (2) est coupable d’un acte criminel passible des peines suivantes : a) pour une première infraction, un emprisonnement maximal de dix ans; b) pour la deuxième infraction, un emprisonnement maximal de dix ans, la peine minimale étant de un an; c) pour chaque récidive subséquente, un emprisonnement maximal de dix ans, la peine minimale étant de deux ans moins un jour.

### Abolition
Le registre oppose essentiellement les régions urbaines où il bénéficie d'une certaine faveur, surtout au Québec, aux régions rurales où il suscite en général une forte opposition.
Le gouvernement conservateur tente à nouveau lors de la rentrée parlementaire de l'automne 2010 d'abolir le registre. Des représentants des services de police disent que c'est une erreur. Le 22 septembre 2010, quelques heures avant le vote des députés, un survivant de la fusillade au collège Dawson publie une lettre ouverte rappelant l'importance de ce registre. À l'issue du vote, le registre est sauvé par seulement 2 voix, 153 contre 151.  
Le projet de loi sur l’abolition du registre des armes d’épaule est réintroduit et finalement sanctionné le 5 avril 2012. Cette loi a pour effet, notamment, d'éliminer l'obligation d'enregistrer les armes d'épaule non prohibées et d'entraîner la destruction obligatoire de tous les dossiers et registres relatifs à l'enregistrement de ces armes. Le gouvernement québécois a demandé de pouvoir conserver les données de la province. Devant le refus du gouvernement Harper, il est allé devant les tribunaux. La Cour supérieure lui a donné gain de cause, mais la Cour d'appel a renversé ce jugement le 24 juillet 2013. La Coalition pour le contrôle des armes envisage de soumettre l'affaire à la Cour suprême. La destruction du registre dans les autres provinces du Canada aurait coûté 1 000 000 $. Le 27 mars 2015, la Cour suprême du Canada a rejeté l'appel du Québec visant à contester la constitutionnalité des dispositions de la Loi sur l'abolition du registre des armes d'épaule, qui exigeait la destruction des registres d'armes à feu sans restriction, et a refusé d'ordonner le transfert de ces dossiers à la province de Québec. Par conséquent, le Programme canadien des armes à feu a cessé d'accepter et de traiter les demandes d'enregistrement ou de cession d'armes à feu sans restriction pour les résidents du Québec et a procédé à la suppression de tous les dossiers électroniques considérés comme étant liés aux dossiers d'enregistrement des armes à feu sans restriction du Québec. Depuis 2015 , la GRC stipule que ; Vous pouvez enregistrer une arme à feu à autorisation restreinte ou prohibée seulement si vous avez un permis de possession et d'acquisition (PPA) POUR ARMES RESTREINTES et si l'arme à feu a été vérifiée. Il ne faut pas enregistrer les armes à feu sans restriction au Canada.

### Coûts du programme
Estimé au coût de 2 millions CAD au départ, il totalise environ un milliard $CAN en 2006, soit 500 fois le montant initial. Bien qu'il soit un programme gouvernemental, ce dépassement de coût est considéré excessif par plusieurs[Qui ?]. Par ailleurs, ce montant ne cesse d'augmenter alors que le registre n'est toujours pas complété. Pour ces deux raisons, il fait scandale au Canada.[réf. souhaitée]
Le coût d'exploitation annuel du programme canadien des armes à feu a été de 68,5 millions de dollars uniquement pour l'année 2009 selon un rapport de la GRC. Les coûts spécifiquement reliés à l'enregistrement seraient de 4 millions par année.
En 2006, seuls le Québec et l'Île-du-Prince-Édouard participent sur une base volontaire à ce programme, alors qu'initialement toutes les provinces canadiennes étaient tenues d'y participer.

## Quelques faits
Avant de rendre officiel ce programme, le Gouvernement du Canada savait que son budget d'opérations serait dépassé.
Sur son site internet, le Ministère de la Sécurité Publique nous informe que depuis 2003 moins de 2 % des homicides en sol canadien ont été commis avec des armes d'épaule enregistrées (sur plus de 7 millions d'armes longues enregistrées, incluant les armes longues semi-automatiques).[réf. souhaitée]
Par contre, le Ministère de la Justice situe autour de 20 % les homicides commis avec des armes de chasse ( tableau 11 ) . 
Aussi la mortalité par suicide est 9 fois celle par homicide. Et 85 % des suicides par arme à feu sont exécutés avec une arme de chasse selon l’Institut National de Santé Publique ( sous tableau 1 ).
.

### Sources
- Le contrôle des armes à feu au Canada, Radio-Canada, 13 février 2004. Article étoffé sur le registre
- FISC Canadien:Cinq milliards perdus dans la brume, La Presse canadienne, 10 mai 2006
- Évaluation du programme canadien des armes à feu, GRC, 2010
- Le registre des armes à feu en chiffres, Radio-Canada, 6 décembre 2011